# Afronisia bredoi
Afronisia bredoi är en insektsart som beskrevs av Wilson 1988. Afronisia bredoi ingår i släktet Afronisia och familjen Meenoplidae. Inga underarter finns listade i Catalogue of Life.